# Medal Świętego Jerzego (Imperium Rosyjskie)
Medal Świętego Jerzego, do 1913 Medal „Za męstwo” (ros. Георгиевская медаль, Медаль „За храбрость”) – odznaczenie Imperium Rosyjskiego ustanowione w grudniu 1807. Medal nadawano posiadaczom niższych stopni wojskowych za czyny męstwa i odwagi w czasach wojny lub pokoju.

## Historia
Medal początkowo podzielony był na trzy, a od 3 sierpnia 1878 na cztery stopnie: 
- I stopnia – wykonany ze złota na wstążce z kokardą,
- II stopnia – wykonany ze złota,
- III stopnia – wykonany ze srebra na wstążce z kokardą,
- IV stopnia – wykonany ze srebra.

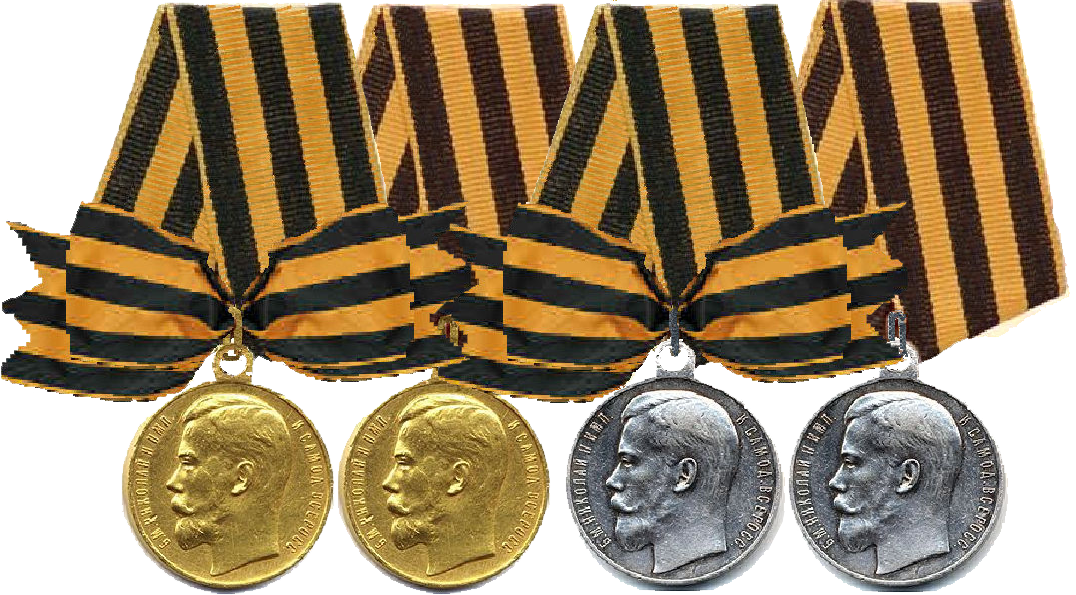
Awers wszystkich stopni

10 sierpnia 1913 medal uległ reformie – otrzymał nowy statut, w którym m.in. zmieniono mu nazwę i został przyłączony do Orderu św. Jerzego (wraz z Krzyżem św. Jerzego).
Noszony był bezpośrednio za Krzyżem św. Jerzego, a przed pozostałymi medalami (noszonymi według daty nadania od najstarszych).
Po rewolucji lutowej w 1917 z awersu usunięto profil cara i zastąpiono go wizerunkiem patrona – Świętego Jerzego.